# Johann Timotheus Hermes
Pour les articles homonymes, voir Hermès.
Johann Timotheus Hermes, né le 31 mai 1738 à Petznick, près de Stargard en Poméranie occidentale et mort le 24 juillet 1821 à Breslau est un poète, romancier et théologien protestant allemand.

## Biographie

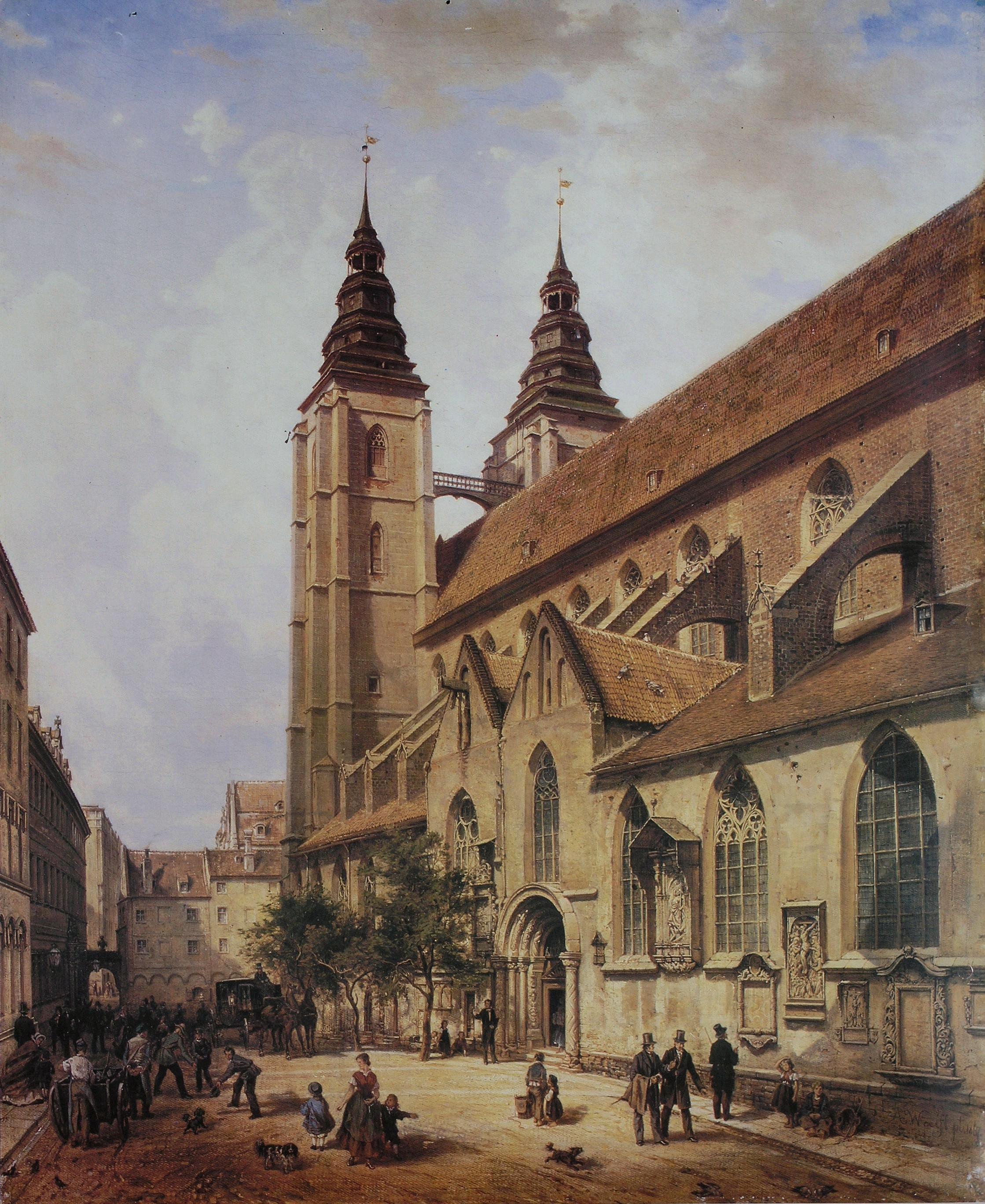
Johann Timotheus Hermes fut pasteur de la Magdalenenkirche de Breslau à la fin du XVIII. Peinture d'Adelbert Woelfl, 1867

Johann Timotheus Hermes fait ses études de théologie à Königsberg pour être ensuite professeur à l'académie militaire du Brandebourg. Puis il occupe divers postes d'aumônier avant de devenir pasteur à Pless. En, 1771 il est nommé professeur de théologie au Magdalenäum de Breslau et quatre ans plus tard, prévôt de la ville nouvelle Breslau. Par la suite, il sera le pasteur des églises de la Madeleine (Magdalenenkirche) et de Sainte Elisabeth (Elisabethkirche) et à partir de 1808 le surintendant des églises et des écoles de la principauté de Breslau.
JT Hermes s'est fait connaître surtout par deux de ses romans, L'Histoire de Mlle Fanny Wilkes (Geschichte der Miss Fanny Wilkes) (1766) et Le Voyage de Sophie de Memel en Saxe (Sophiens Reise von Memel nach Sachsen) (1769-1773), qui à l'époque ont été très bien accueillis et traduits en plusieurs langues. Le Voyage de Sophie a été l'un des romans les plus lus dans l'Allemagne du XVIIIe siècle, ce qui a valu à son auteur le surnom de « Sophien-Hermes » (L'Hermès de Sophie). Par le réalisme de ses descriptions, cet ouvrage possède encore aujourd'hui, une certaine valeur historique et culturelle. En outre, il comporte déjà certains éléments du roman psychologique, qui se développera plus tard, au XIXe siècle. Le Voyage de Sophie reste néanmoins une œuvre typique de son époque et l'un des romans les plus importants du courant de l'Empfindsamkeit (c'est-à-dire de la Sensibilité). Avec lui, Hermes a introduit dans la littérature allemande un style emprunté à son modèle, Samuel Richardson (1689-1761). Bien que l'auteur ait écrit par la suite  plusieurs autres romans, aucun d'entre eux ne connut la réussite du Voyage de Sophie ou de Mlle Fanny Willke. En 1779, il publie les poèmes tirés du Voyage de Sophie  sous le titre Lieder und Arien  dans un recueil séparé et le compositeur Johann Adam Hiller les met en musique. Plus tard, d'autres musiciens composent leurs propres mélodies pour les poèmes  de JT Hermes, parmi lesquels Maria Theresia von Paradis, Joseph Martin Kraus, Franz Anton Hoffmeister et Wolfgang Amadeus Mozart.
Malgré son succès (ou à cause de celui-ci) Hermes a été ridiculisé par d'autres écrivains. Ainsi, Goethe et Schiller, dans leur Xenien l'ont tourné en dérision.

## Iconographie
Série de 12 planches illustrant le roman Le Voyage de Sophie de Memel en Saxe, par Daniel Chodowiecki,

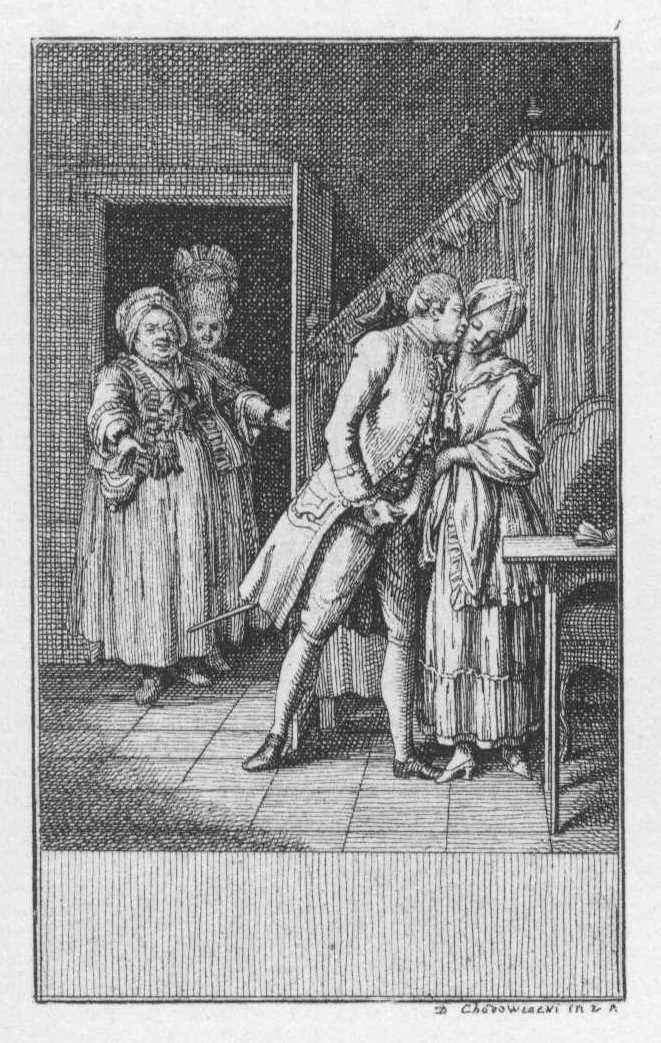
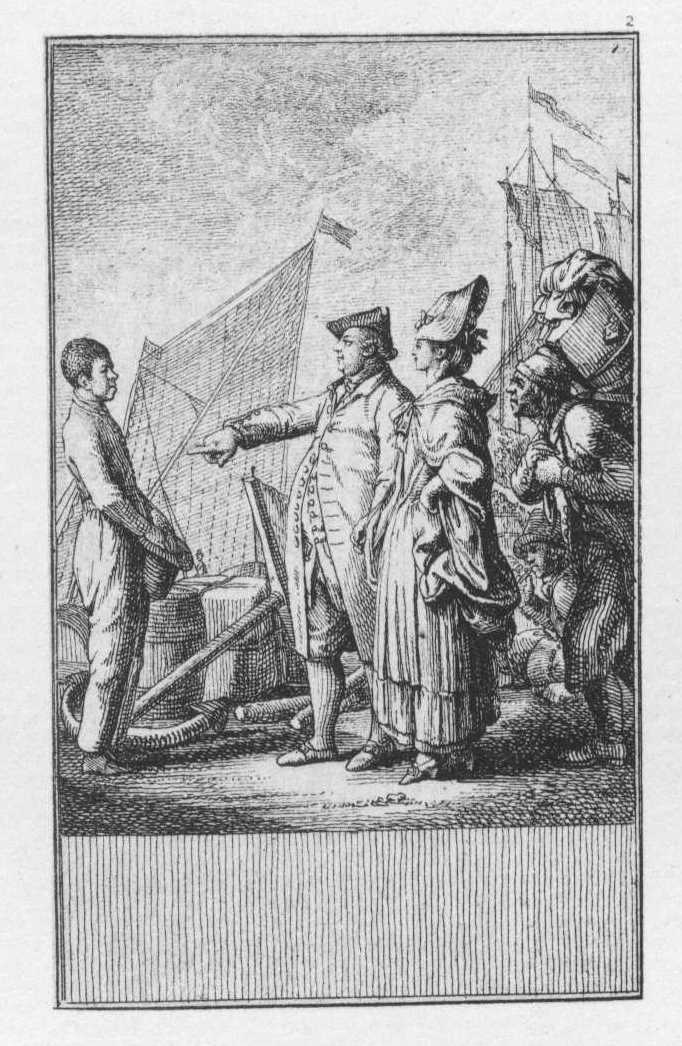
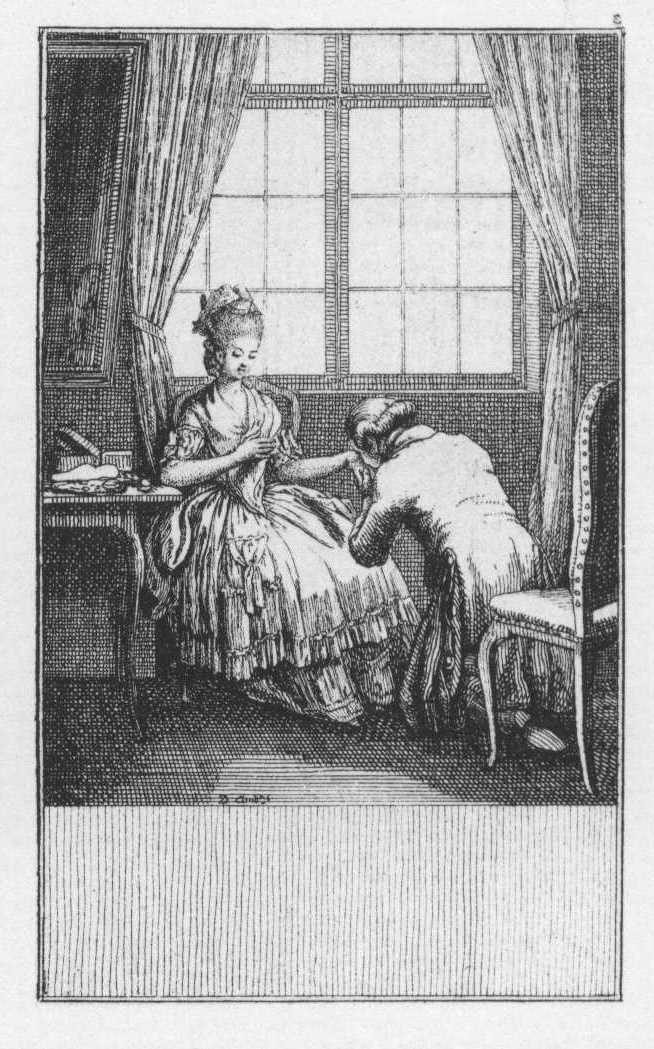
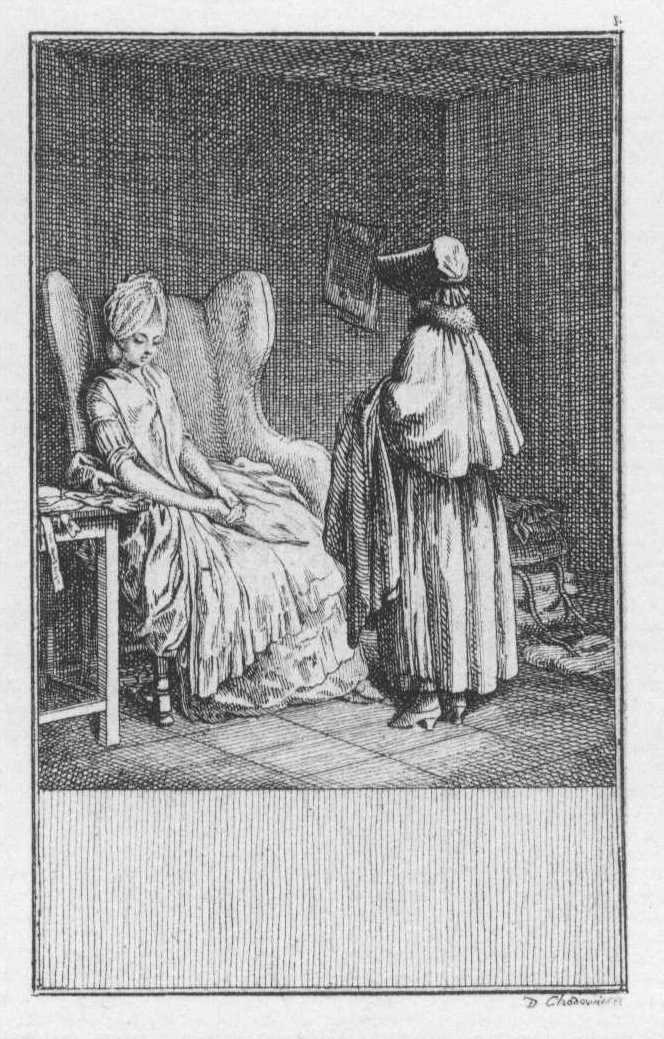
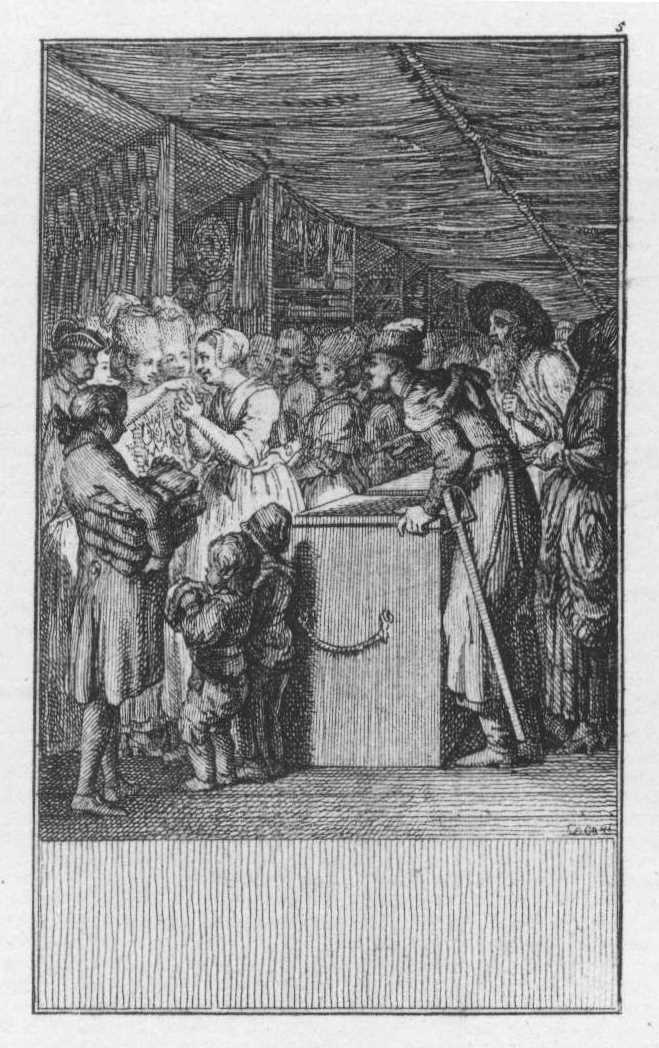
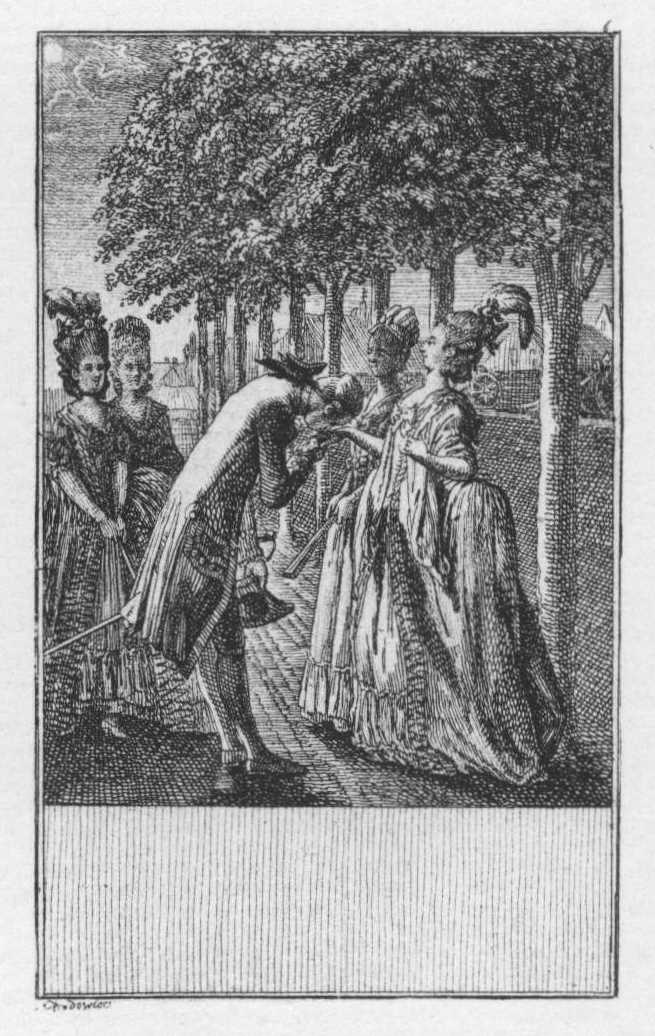
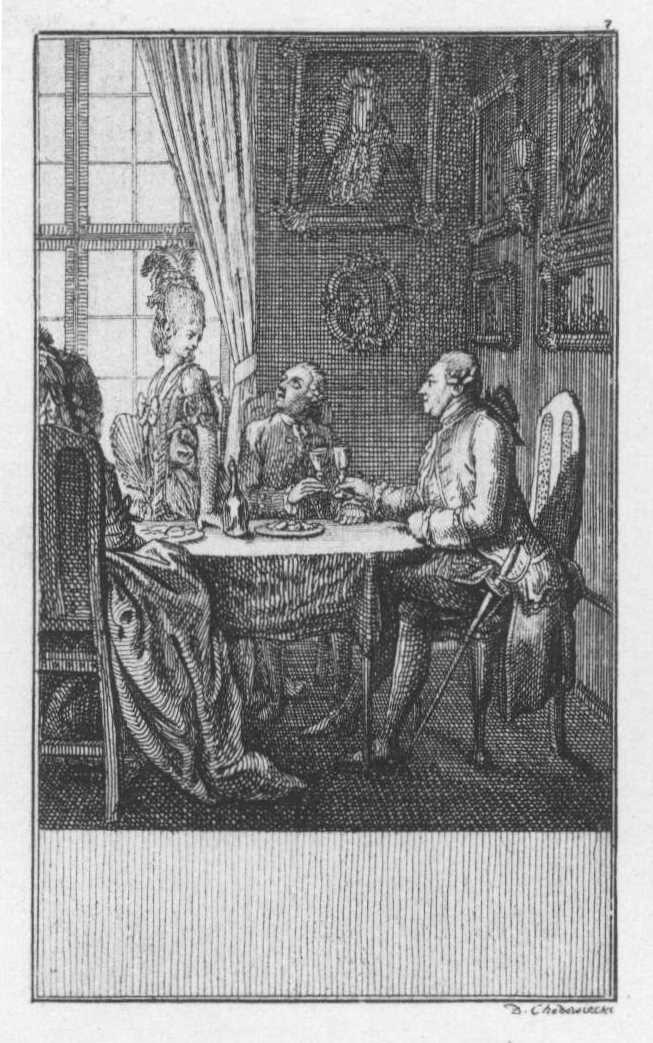
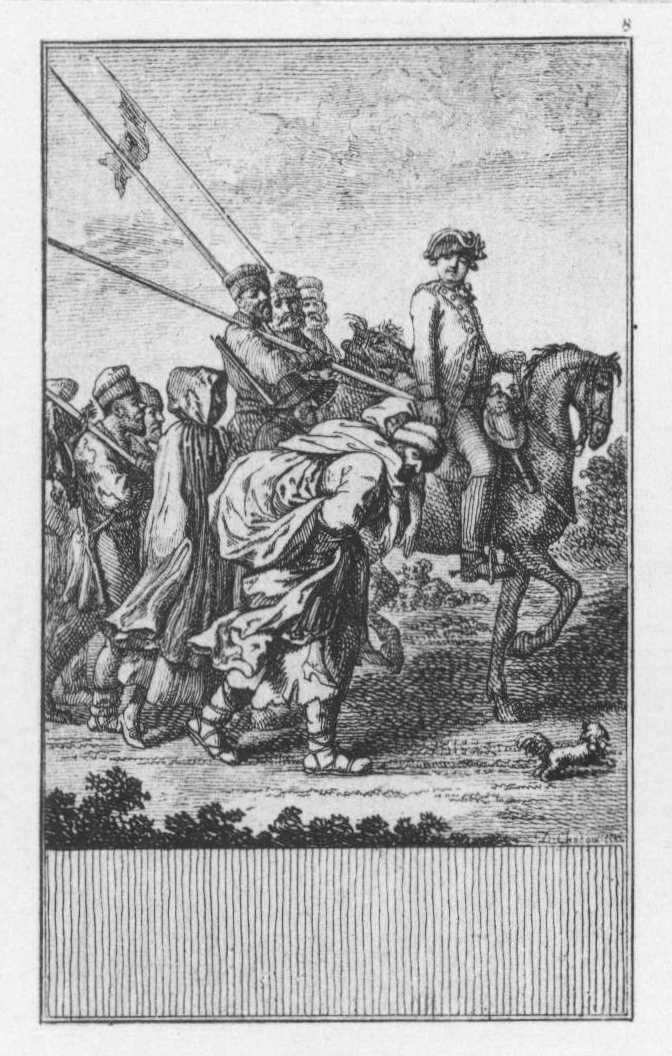
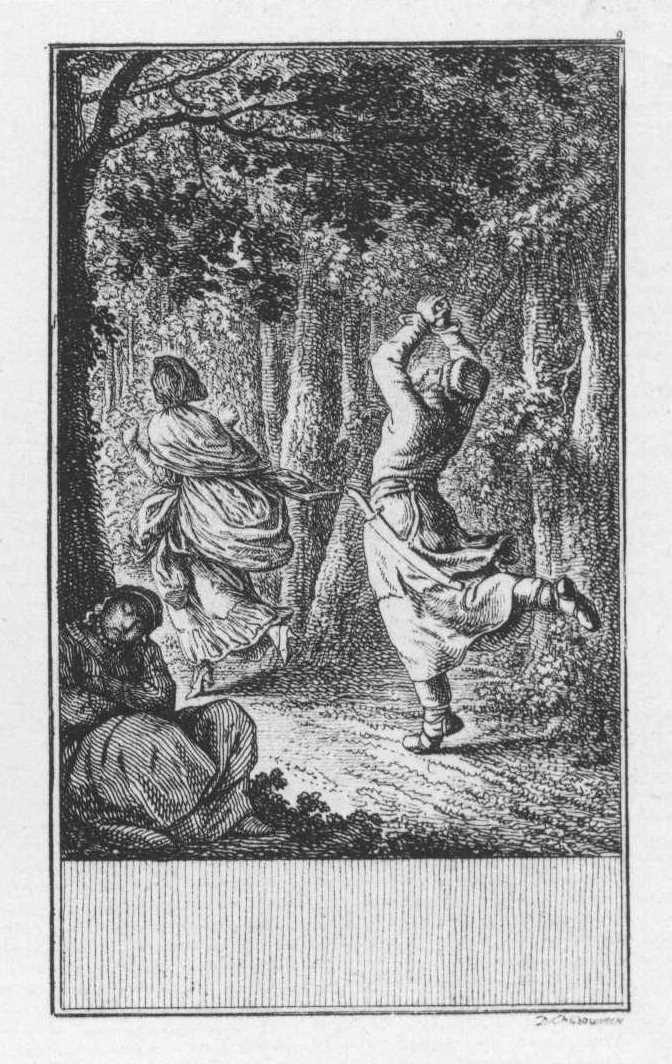
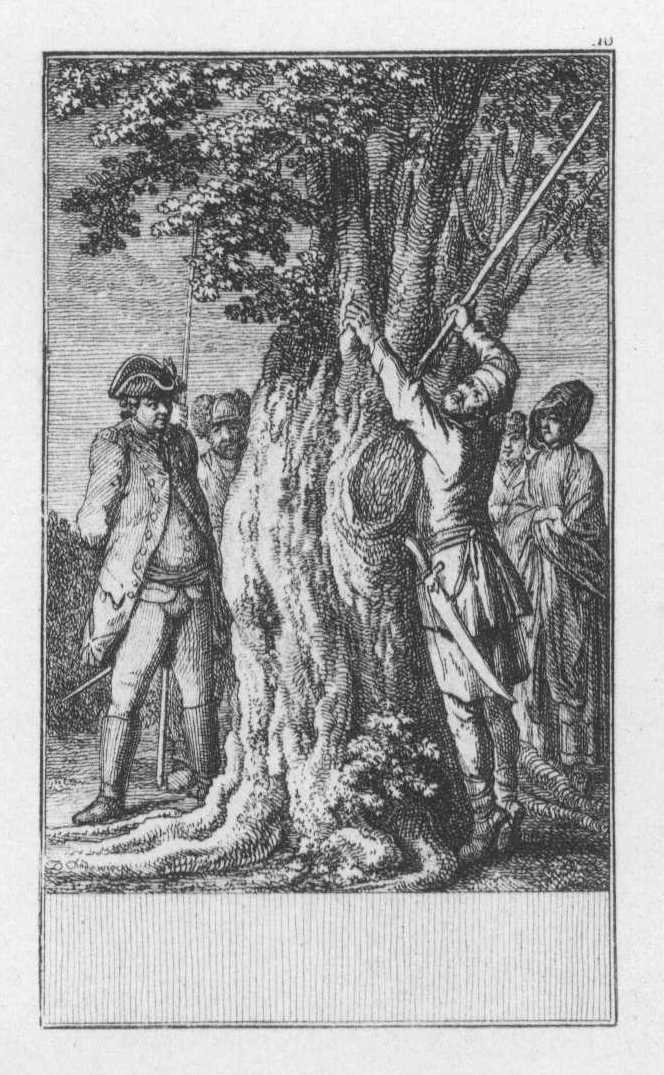
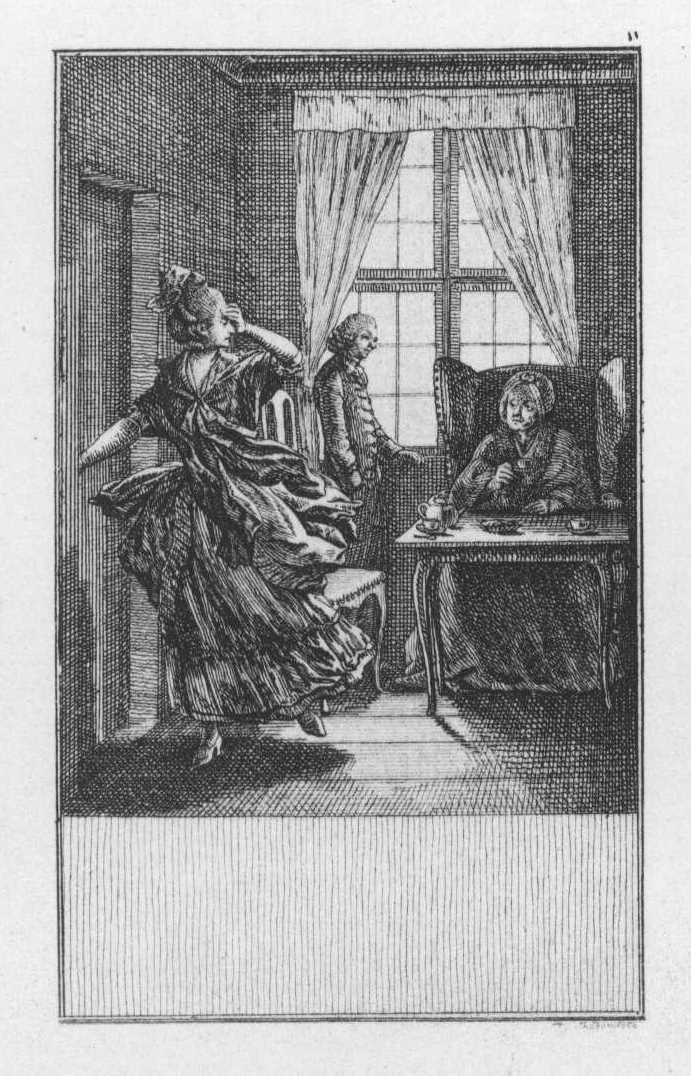
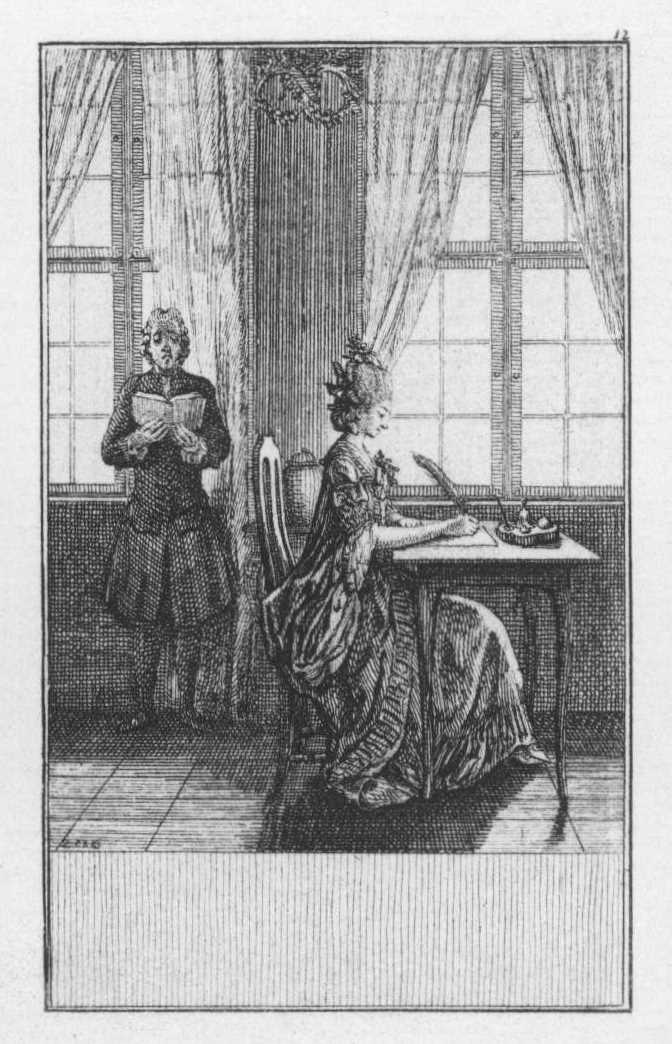

## Œuvres
- Geschichte der Miss Fanny Wilkes (1766)
- Sophiens Reise von Memel nach Sachsen (1769-1773)
  - Band 1, Leipzig 1778, 634 Seiten (Texte intégral)
- Für Töchter edler Herkunft (1787)
- Manch Hermäon im eigentlichen Sinn des Wortes (1788)
- Für Eltern und Ehelustige (1789)
- Zween literarische Märtyrer und deren Frauen (1789)
- Lieder für die besten bekannten Kirchenmelodien nebst 12 Kommunion-Andachten (1800)
- Anne Winterfeld (1801)
- Verheimlichung und Eil oder Lottchens und ihrer Nachbarn Geschichte (1802)
- Mutter, Amme und Kind in der Geschichte Herrn Leopold Kerkers (1809)